# Olivier Le Fèvre
Olivier Le Fèvre, né le 21 novembre 1960 à Saint-Cloud (Seine-et-Oise, France) et mort le 25 juin 2020 au Castellet, est un astrophysicien français qui étudiait les galaxies en utilisant la spectroscopie multi-objets.

## Vie privée
Il est né à Saint-Cloud, en Seine-et-Oise (actuellement dans les Hauts-de-Seine), le 21 novembre 1960. Il a commencé comme astronome amateur avant de devenir professionnel. Il s'installe à Marseille en 1997. Il a eu deux filles. Il aimait faire du vélo et du surf. Il s'est vu diagnostiquer une tumeur du cerveau et, après 2 ans et demi, en est mort, le 25 juin 2020.

## Carrière
Il a étudié à l'Université Paul-Sabatier, où il a obtenu un doctorat en 1986. Il a ensuite travaillé comme astronome résident au Télescope Canada-France-Hawaï avant de déménager à l'Observatoire de Paris en 1994. Il a ensuite rejoint le Laboratoire d'astrophysique de Marseille en 1997 et en a été le directeur de 2004 et 2011. Il a reçu une subvention du Conseil européen de la recherche en 2011. Ses publications sont parmi les plus citées pour un astronome français. Il était membre du Conseil de l'Observatoire européen austral et il était membre de l'Union astronomique internationale.

## Recherche
Il utilisait la spectroscopie multi-objets pour étudier la formation et l'évolution des galaxies et la structure à grande échelle de l'Univers. Il a commencé le Canada-France Redshift Survey avec le spectrographe multi-objets MOS-SIS sur le télescope Canada-France-Hawaii. Il était le chercheur principal du Visible Multi-Object Spectrograph (VIMOS), installé sur le Très Grand Télescope (VLT), et a passé plus de 15 ans à l'utiliser pour observer les galaxies. Il a participé à la sélection du télescope spatial européen Euclid, ainsi qu'à l'élaboration d'instruments pour le télescope spatial James-Webb et le télescope Subaru. 